# Radical de Jacobson
Pour les articles homonymes, voir Radical.
En algèbre, le radical de Jacobson d'un anneau commutatif est l'intersection de ses idéaux maximaux. Cette notion est due à Nathan Jacobson qui le premier en a fait l'étude systématique.
Un élément x appartient au radical de Jacobson de l'anneau A si et seulement si 1 + ax est inversible pour tout a de A.
Dans le cas non commutatif, on définit le radical de Jacobson comme étant l'intersection de tous les idéaux maximaux à gauche et l'on a encore : x appartient au radical si et seulement si tous les 1 + ax sont inversibles à gauche. C'est un idéal bilatère et on aurait pu définir de manière équivalente le radical de Jacobson comme l'intersection de tous les idéaux maximaux à droite.

## Note et référence
1. 1 2  (en) Tsit Yuen Lam, A First Course in Noncommutative Rings, Springer, coll. « GTM » (no 131), 2001, 2e éd. (1re éd. 1991), 385 p. (ISBN 978-0-387-95183-6, lire en ligne), p. 50-51.